# Chronik von Irland

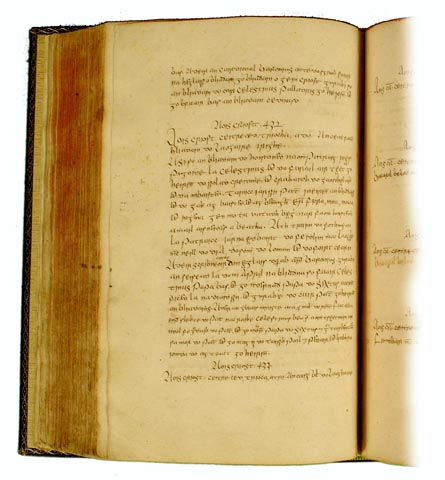
Eintrag für das Jahr 432 in den Annalen der vier Meister aus dem 17. Jahrhundert, was auf der Chronik von Irland beruht

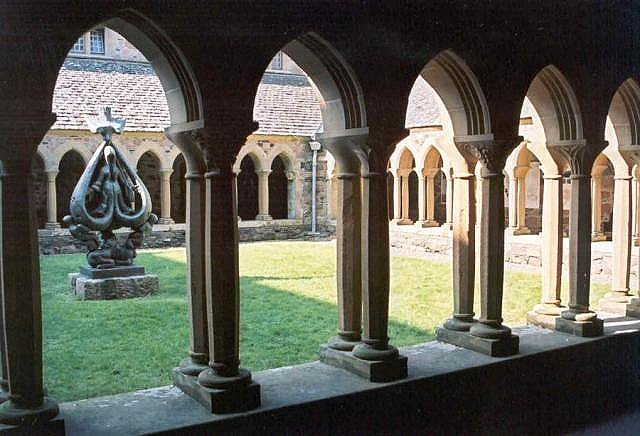
Kreuzgang im Kloster Iona

Die Chronik von Irland ist der moderne Name eines hypothetischen gemeinsamen Corpus von Sammlungen der ältesten Geschichtsüberlieferungen aus Irland und dem irischen Kreis. Die Texte behandeln die Zeit von 432 n. Chr. bis ins frühe 10. Jahrhundert (genauer das Jahr 911). und die Verfasser werden auf das 8. Jahrhundert und danach datiert. Spätere Chroniken (nach 911) greifen meist auf das unter diesem Begriff zusammengefasste gemeinsame Material zurück. Insbesondere sind die Einträge für die verschiedenen Jahre häufig identisch und in der gleichen Reihenfolge, mit kleineren Störungen und Abweichungen, die aber im Vergleich zum Gesamtumfang kaum ins Gewicht fallen.
Der Name  wurde insbesondere von Kathleen Winifred Hughes benutzt, andere Spezialisten wie Gearóid Mac Niocaill (1932–2004) vermieden den Begriff. Eoin MacNeill nannte den Corpus die Old Irish Chronicle und Thomas Francis O’Rahilly (1883–1953), dessen Grundidee Hughes im Wesentlichen folgt, die Ulster Chronicle.  Hughes verweist insbesondere auf die Annalen von Ulster und die Annalen von Tigernach, die auf eine gemeinsame Wurzel zurückgehen. Sie geht nach Hughes auf eine Chronik von Iona (von der Insel Iona vor Westschottland) zurück, die von etwa 686 bis 740 n. Chr. geht, von der Exemplare bald danach in Kopien weiter verbreitet wurden. Insbesondere kam ein Exemplar auf das irische Festland nach Bangor, wo eine Fortsetzung entstand. Nach Hughes wurde dieses Material in eine Ui Néill Chronik eingebaut (beginnend zwischen 740 und 775). Weitere (hypothetische) frühe Chroniken waren aus Lismore in Irland (mindestens ab 700) und Clonmacnoise (um 750, wahrscheinlich in Form von Annalen) und wurden nach Hughes in den Corpus der Chronicle of Ireland eingebaut. Nach Hughes wurden dann noch einige Bemerkungen über die Zeit vor 585 vorangestellt.
Nach anderen Autoren entstanden, kurz nachdem die ältesten Annalen aus Iona nach Bangor kamen, Annalen in Armagh und  Clonard, die die Chronik von Iona fortsetzten, was dann in fast alle späteren mittelalterlichen irischen Chroniken übernommen wurde, am vollständigsten in die oben erwähnten Annalen von Ulster und Tigernach und andere Chroniken der Clonmacnoise-Gruppe.
Jüngere Studien, besonders von Daniel P. McCarthy (Trinity College Dublin), lehnen die Existenz einer Chronicle of Ireland ab. Nach McCarthy, einem Experten für Chronologie, ist die der Hypothese von Hughes zugrundeliegende Annahme, dass die  Annalen von Tigernach unabhängig von den Annalen von Ulster von 975 seien und dass die Chronicon Scotorum unabhängig von den Annalen von Ulster von 913 sei, falsch. Nach McCarthy kam eine annalistische Weltchronik mit der ersten Christianisierung Irlands vom Kontinent im frühen 5. Jahrhundert nach Irland. Sie wurde danach nach McCarthy zuerst in Irland, dann in Iona und danach in Clonmacnoise fortgesetzt. Der Corpus der Chronicle of Ireland ist nach ihm Teil eines Corpus von zehn Hauptsammlungen von Annalen aus dem irischen Raum, die die Zeit von der Schöpfung bis 1616 n. Chr. mit tausenden von Einträgen behandeln.